# Melinaea manuelito
Melinaea manuelito är en fjärilsart som beskrevs av Günter Theodor Tessmann 1928. Melinaea manuelito ingår i släktet Melinaea och familjen praktfjärilar. Inga underarter finns listade i Catalogue of Life.